# Saint-Gaultier
Saint-Gaultier is een gemeente in het Franse departement Indre (regio Centre-Val de Loire). De plaats maakt deel uit van het arrondissement Le Blanc. Saint-Gaultier telde op 1 januari 2022 1.714 inwoners.

## Geografie
De oppervlakte van Saint-Gaultier bedroeg op 1 januari 2022 9,2 vierkante kilometer; de bevolkingsdichtheid was toen 186,3 inwoners per km².

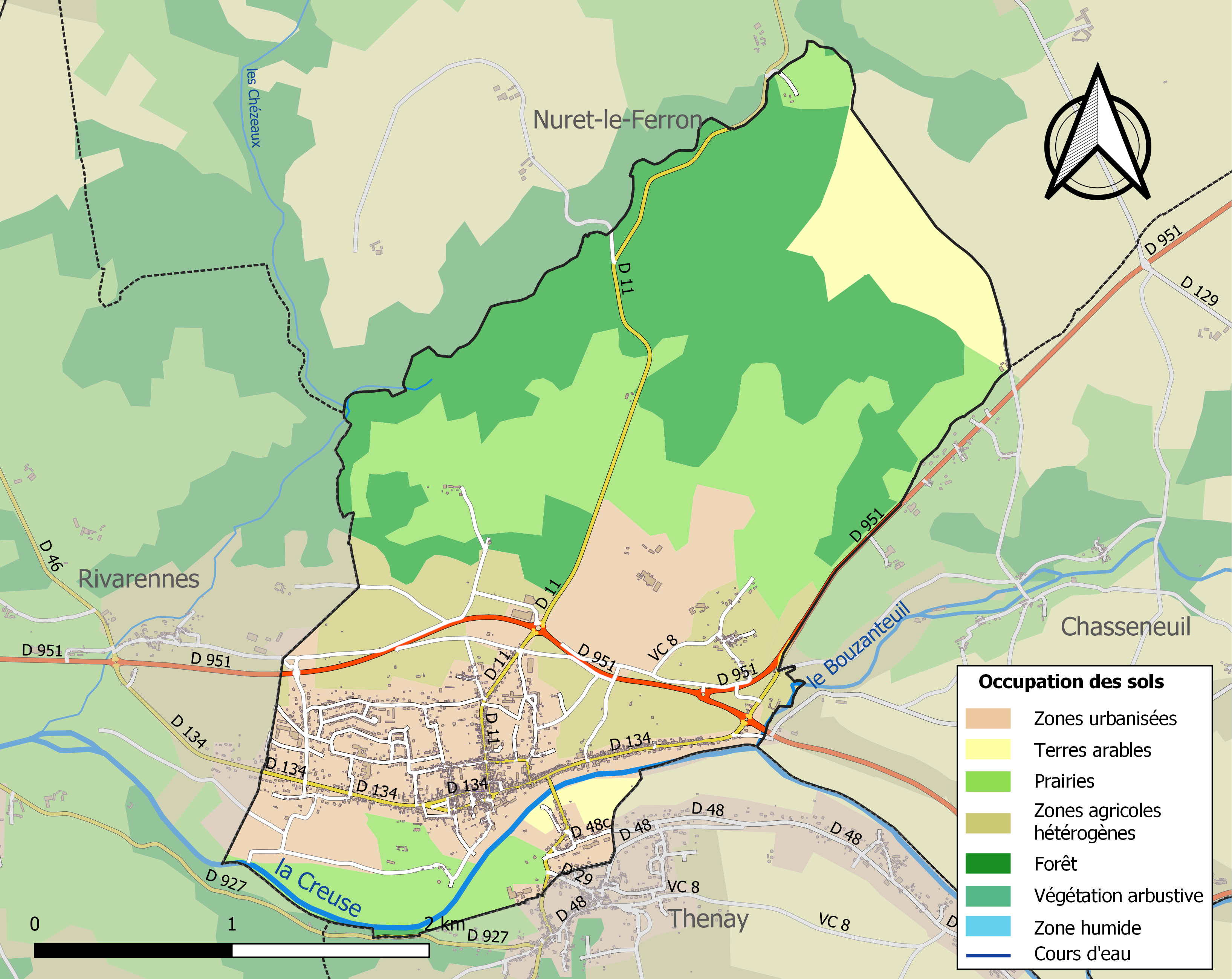
Kaart van de gemeente met belangrijkste infrastructuur, bodemgebruik en omliggende gemeenten

## Demografie
Onderstaande figuur toont het verloop van het inwonertal (bron: INSEE-tellingen).